# Erioptera (Erioptera) leptostyla
Erioptera (Erioptera) leptostyla is een tweevleugelige uit de familie steltmuggen (Limoniidae). De soort komt voor in het Nearctisch gebied.